# Barguna
Barguna (bn: বরগুনা) è una città del Bangladesh, situata nella divisione di Barisal e capoluogo del distretto di Barguna.